# Goon Moon
Goon Moon — американський рок-гурт, що складається з двох учасників, Джорді Вайта (також відомий як Твіґґі з Marilyn Manson) та Кріса Ґосса. 8 травня 2007 вийшов дебютний студійний альбом Licker's Last Leg. У записі платівки також взяли участь Джош Гомме, Джош Фріз, та дезерт-рок виконавець Дейв Кетчінг. 9 січня 2008 Джорді повернувся до складу Marilyn Manson. Якщо вірити сторінці Goon Moon на MySpace, гурт не розпався й працює над новим матеріалом.

## Історія
Джорді та Кріс познайомилися на фестивалі Коачелла 2004 через кілька років після виходу останнього зі складу Marilyn Manson. У 2005 вийшов міні-альбом I Got a Brand New Egg Layin' Machine. Реліз містить пісні в різних стилях, зокрема психоделіки 1960-их та веселі, невимушеніх балад.
У липні 2007 р. Фред Саблан, майбутній учасник Marilyn Manson, став концертним басистом гурту. Гурт співпрацював із Заком Гіллом, Джошом Гомме, Дейвом Кетчінгом, Джошем Фрізом, Вайті Кьорстом і Пітом Пердічіззі.

## Дискографія

### Студійні альбоми
- 2007 — Licker's Last Leg

### Міні-альбоми
- 2005 — I Got a Brand New Egg Layin' Machine